# Goană după aur

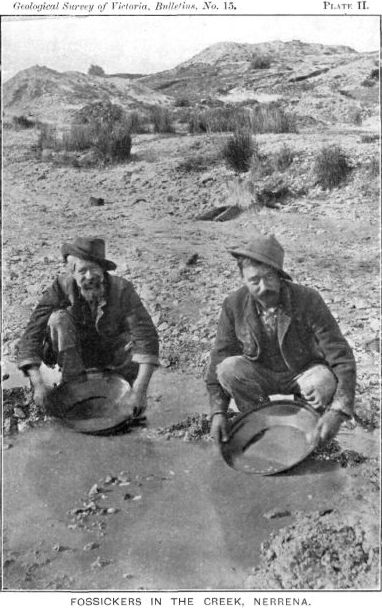

Goana după aur sau febra aurului (engleză: Gold Rush) a avut loc în secolul al XIX-lea în Australia, Brazilia, Canada, Africa de Sud și Statele Unite, în timp ce alte căutări mai mici după aur au avut loc în alte locuri.

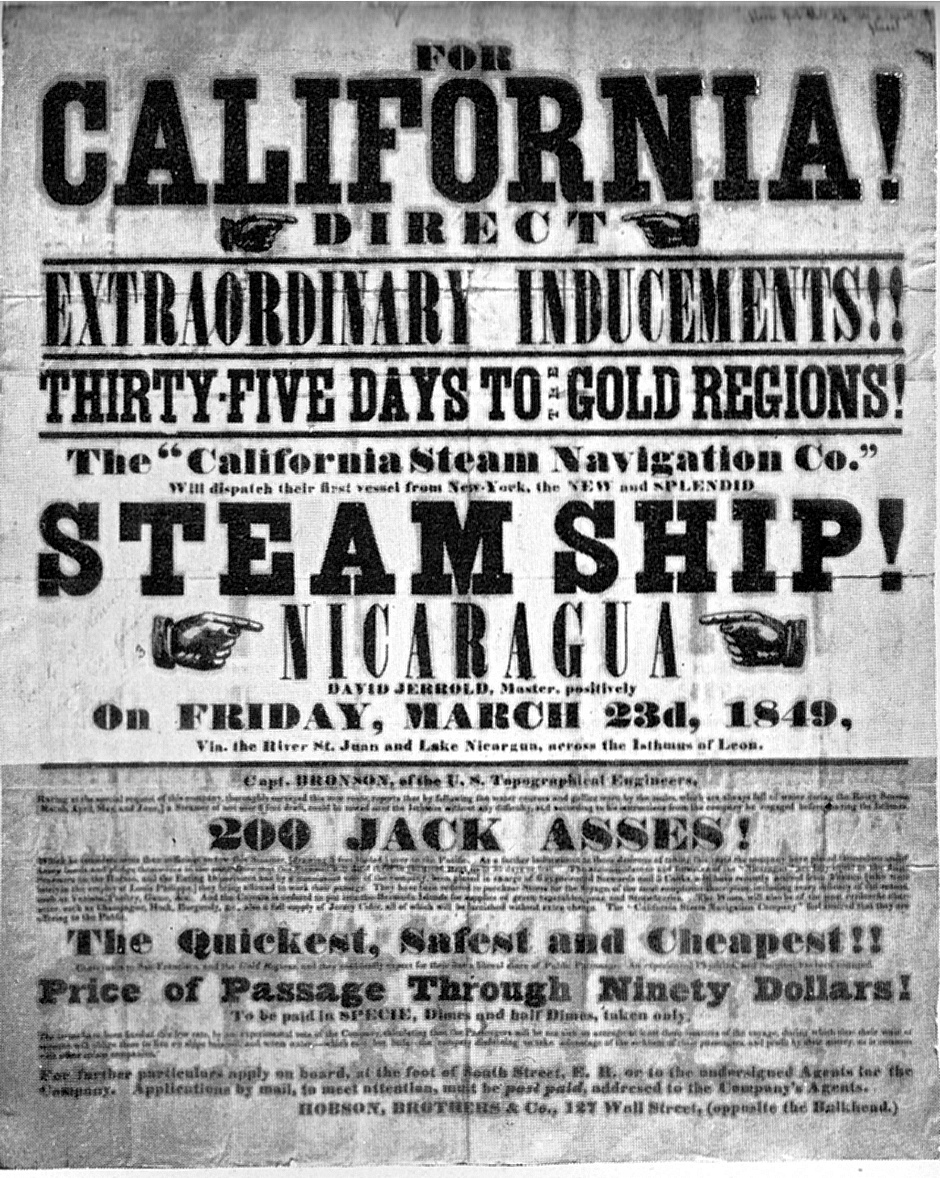

Goana după aur este o perioadă de migrație pripită și masivă de muncitori în mai multe zone rustice în care a existat o descoperire dramatică a unor cantități mari de aur. De obicei, se referă mai ales la Goana după aur din California din 1849 .
În secolul al XIX-lea și la începutul secolului al XX-lea au existat mai multe căutări de aur majore. Bogăția permanentă care a rezultat a fost distribuită pe scara largă din cauza costurilor reduse ale migrației și a ușurinței de intrare în diferite teritorii. În timp ce mineritul de aur era neprofitabil pentru majoritatea săpătorilor și a proprietarilor de mine, unii oameni au făcut averi mari, la fel și unii negustori și transportatori au avut profituri mari. Creșterea rezultată în furnizarea de aur din lume a stimulat comerțul mondial și pe cel al investițiilor. Istoricii au scris pe larg despre migrație, comerț, colonizare și despre istoria mediului asociată cu goana după aur.

## Locuri
Zone în care au avut loc goane după aur:
- Zacatecas, Mexic, în a doua jumătate a secolului al XVI-lea.
- Parral Chihuahua, în 1631.
- Munții Apalași de Sud din Statele Unite ale Americii. La nord de Atlanta și la vest de Charlotte; în Georgia la sfârșitul anilor 1830 și în Carolina de Nord în jurul anului 1848.
- Goana după aur din California (1848).
- Colorado,  la sfârșitul anilor 1850
- Febra aurului din Australia (1851).
- Febra aurului de la Canionul Fraser (1858).
- nordul Nevadei, în 1850.
- Otago, Noua Zeelandă din 1861.
- estul Oregonului, anii 1860 și 1870
- Montana în 1863.
- Tierra del Fuego, Argentina și Chile (1883).
- Transvaal (Africa de Sud) în 1886 . Afluxul de mineri a fost unul dintre factorii care au alimentat Războiul Burilor.
- Goana după aur din Klondike, Yukon, Canada (1896).
- Alaska ( 1898 ).
- Abangares, Guanacaste, în Costa Rica, (1888-1930)